# 泰勒-乌拉姆构型

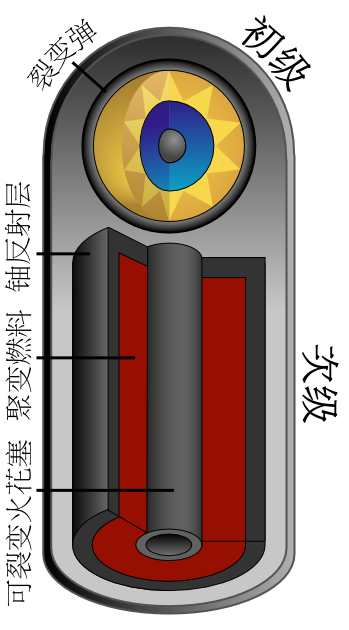
泰勒-乌拉姆设计方案示意。初级核弹中释放的辐射对包含有裂变和聚变燃料次级核弹进行压缩，而被压缩的次级核弹被第二次裂变爆炸从内部再次加热。

泰勒-乌拉姆设计方案（英語：Teller–Ulam design），是当前世界上绝大部分核融合武器所使用的核武器设计概念。由于这个方案使用氢同位素聚变反应来产生中子，它被认为是“氢弹的秘密”。然而，在绝大多数应用中，它的毁灭性的能量都是来自于铀的核裂变，而不是氢的核聚变。
在接近三十年的时间里，这个方案的基本特征都作为国家机密秘而不宣。它的特征包括
1. 将核弹的爆炸分成两个阶段，一个是用于引发次级核爆的初级核爆，另一个就是威力更大的次级核爆。
2. 通过初级核弹中核裂变产生的X-射线对次级核弹进行压缩，这个过程被称为对次级核弹的辐射内爆。
3. 在冷压缩以后，通过次级核弹内部的裂变爆炸对次级核弹进行加热。

在环绕次级核弹的灼热的辐射通道与相对温度较低的次级核弹内部之间存在着温度差，辐射内爆正是利用这个温度差而形成的热机来传递能量。推送层的质量很大，它可以作为隔温层来保持这个温度差。推送层也是内爆的反射层，可以增加和延长对次级核弹的压缩。由于一般反射层使用铀-238作为制造材料，这种材料在俘获了聚变产生的中子以后会发生裂变，从而释放出更大的能量。在大多数采用了泰勒-乌拉姆设计的核弹中，推送层裂变是爆炸的主要能量来源。在推送层裂变的过程中还会产生大量的放射性产物，形成放射性尘埃。
1952年，美国在常春藤麥克核试验中对本设计的基本原理进行了测试。常春藤麥克试验中引爆的装置是一个专门制造的三层建筑，其中充满了液态氘。由于缺乏可移动性，它基本上无法被称为是炸弹。苏联于1953年8月12日引爆了世界上第一枚实用的氢弹，它的名字是RDS-6s Sloika，美国人给它的代号是Joe 4。它所使用的原理与常春藤麥克装置有些区别。在苏联，泰勒-乌拉姆设计方案被称为安德烈·萨哈罗夫第三方法，在1955年使用核弹RDS-6t Truba对设计进行了验证。类似的设备也在英国、法国设计出来，但是实验代号不为人所知。
它以两个主要的贡献者命名：爱德华·泰勒和斯坦尼斯拉夫·乌拉姆。他们在1951年为美国提出了这个方案。最初，这个方案被用于数百万吨当量的热核武器，但是由于它也非常适用于小型核武器，现在美、英、俄基本都使用泰勒-乌拉姆设计方案。

## 关于核武器设计的公开知识

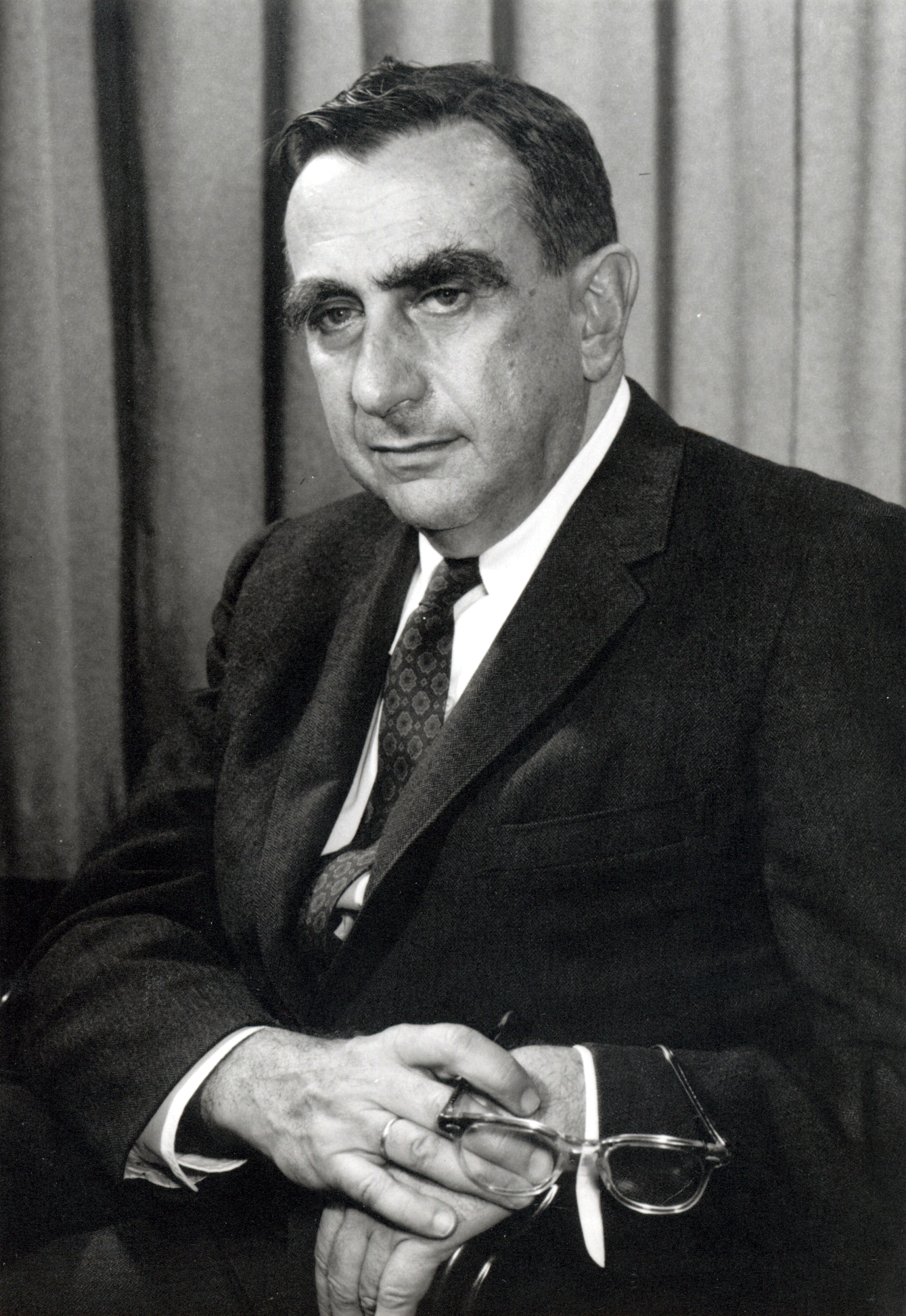
爱德华·泰勒，于1958年拍摄

关于裂变和聚变核武器的详细信息在所有的工业化国家都在某种程度上列为机密。在美国，这些知识被默认为是限制性数据，即使它并不是由政府官员所作出的发现或者与武器相关计划毫无关系。用法律学术语来说，这属于天生的机密，尽管从宪法的角度来说这个说法是有问题的，参见美利坚合众国诉进步案。对于个人的思考，天生机密很少适用。美国能源部的官方政策一度不承认泄露过任何设计信息，因为这种承认很有可能会证实这些信息的真实性。在少量的判例中，美国政府试图监控公共出版业中的武器信息，但是成果有限。
尽管官方曾经公开过大量的模糊的数据，而且以前的炸弹设计者也曾经非公开的泄露过大量地模糊数据，但是公众对核武器设计细节的描述仍然是基于某种程度的猜测、对已知信息的逆向工程以及与物理学中类似的惯性约束聚变的比较。这些过程形成了一系列与官方公开的非机密信息和相关物理学知识兼容的有关核弹的知识。尽管对某些问题的理解仍然不清楚，但是这些理论仍然可以认为是兼容的。当前对于泰勒-乌拉姆设计方案的公众知识的状态可以从下面一章中介绍的少数几个特殊的事件得到。

## 基本原理
泰勒-乌拉姆设计的基本思想是热核武器中的不同部分可以分级依次引爆，每一级爆炸所产生的能量可以用于点燃下一级。既意味着初级需要包含一个裂变核弹（作为触发级），而次级包含聚变的核燃料。由于这种分级设计，曾经有人根据次级核弹的原理，认为也可以向核弹中添加一个第三级，其中仍然加有聚变燃料。由初级核弹释放的能量通过辐射内爆的方式传递给次级核弹，使其被加热压缩，最终引发核聚变。

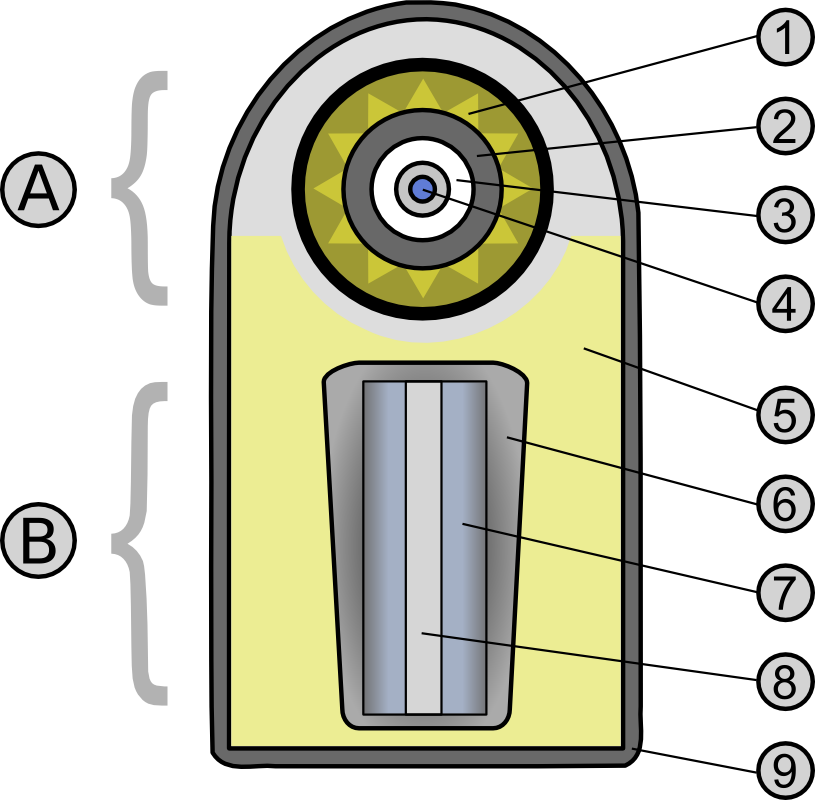
一个可能的泰勒乌拉姆核弹设计。
A. 初级核弹（裂变弹）悬浮于聚苯乙烯泡沫塑料中
B. 次级核弹（聚变燃料）悬浮于聚苯乙烯泡沫塑料中
1. 高爆炸药
2. 铀-238制成的反射层
3. 真空（懸浮）
4. 铀/钚弹芯（中間注入氚氣）
5. 聚苯乙烯泡沫塑料
6. 铀-238制成的反射层
7. 氘化锂-6燃料
8. 钚制成的火花塞
9. 反射外殼

包围着其他各个部件的部分被称为环空腔，或辐射盒，它可以将初级核弹产生的能量暂时存处于其中。辐射盒的外部通常就是炸弹的的外壳，是任何热核炸弹配置的唯一能够公开提供的可视证据。大量关于不同核武器外壳的图片被解密。
初级核弹被认为是一种标准的内爆式裂变弹，但是也很有可能是一种钚核心的聚变增强裂变弹，其中添加了少量的聚变燃料（50:50的氘氚混合气体）以提高裂变的效率。聚变燃料在被加热和压缩以后发生聚变可以提供额外的高能中子，引发更多的链式反应。一般来说，能够创造热核武器的研究计划都是建立在已经能够生产聚变增强裂变弹的技术基础上的。这些核弹的弹芯一般由钚-239或者铀-235制成球形，外部的传统高爆炸药排成特殊的形状称为爆炸透镜。当引爆时，这些爆炸透镜会将球形弹芯压缩成更小的球体，达到临界质量引发链式反应，发生核爆炸。这是传统意义上的原子弹的工作原理。
次级核弹通常是一个柱形的聚变燃料以及层层封装的其它部件。柱形聚变燃料周围首先是一层推送-反射层，由一层很重的铀-238或者铅制成。这层材料可以帮助压缩聚变燃料。如果推送-反射层使用了铀-238，该材料还可以在聚变产生的快中子作用下发生裂变，释放出更多的能量。聚变燃料内部通常是某种形式的氘化锂，这种物质与液态氘氚()混合物相比，使热核武器更实用化。在第一枚氢弹装置常春藤麥克核试验中，引爆的装置包含了复杂的低温结构以储存液态的氘和氚）。氘化锂在使用中子引爆时会产生氚，这是一种比氘更重的氢的同位素，相对来说在与氘混合的情况下更容易与氘发生核聚变。（参见核聚变中关于聚变反应的更细节的技术讨论）。在聚变燃料中间插入一根被称为火花塞的由可裂变物质（钚-239或铀-235）制成的中空柱体。该柱体的特殊形状使得当它被压缩时，自身会达到临界质量，产生核裂变。如果使用了第三级核弹，它将会放置在次级核弹的下部，很有可能使用相同的材料制成。
将初级核弹和次级核弹分开的部件被称为级间结构。初级核弹的裂变可能会产生三种能量，1）高爆炸药内爆初级核弹时产生的膨胀的热空气，2）电磁辐射，以及3）初级核弹爆炸时产生的中子。级间结构负责精确调节从初级核弹传向次级核弹的能量。它需要在适当地时间将热空气、电子辐射以及中子传递到适当的位置。如果级间结构的设计不能达到最优，很可能无法保证次级核弹每次都被成功引爆，这种情况被称为裂变失败。城堡行动系列核试验中的Koon核试验就是一个很好的例子。该实验的一个很小的瑕疵导致初级核弹产生的中子流过早的加热次级核弹，从而没有充分压缩，导致没有产生任何聚变。
在公开文献中，很少有关于级间结构的详细信息。最好的资料来源是一张来自英国热核武器的简化示意图。这张图与美国 W76核弹头很像。这张图出现在绿色和平组织的一份题目为双重使用核技术的报告中。图中显示了主要的部件和排列方式，但是绝大部分细节都省略掉了；而图中所提供的细节也很可能被省略和不准确的成分。图中被标记为中子聚焦透镜和顶盖和反射器包装；前一个用来引导中子流向铀-235和钚-239制成的火花塞，而后一部分指的是一个X射线反射镜。这个反射镜一般是一个由对X-射线不透明的物质（如铀）制成的圆柱体，两端分别是初级核弹与次级核弹。它不会像镜子那样反射，相反，它会在初级核弹产生的X射线作用下被加热到非常高的温度，随后，它的热辐射会产生更为平均分布的X射线。这些X射线将被引导至次级核弹，引发辐射内爆。随后被标记的是反射器/中子枪架。反射器将中心的中子辐射透镜和挨着外层初级核弹的封装间的空隙封闭起来。它将初级核弹与次级核弹分离开来，功能也和前面描述的反射器一致。核弹中还有大约六个中子枪（参见桑迪亚国家实验室提供的资料 ），每一个中子枪都有一端穿过反射器，这些枪被夹在枪架上，围绕着封装大致均匀排列。根据中子枪这个名字，可以认为中子会从每一支枪的末端服射出，射入核弹的中轴。每一支枪射出的中子都会在中子聚焦透镜的作用下射向初级核弹中心，以增强钚的裂变。
下面还描述了聚苯乙烯极化/等离子源。
第一份公开提到了级间结构的美国政府文档是是最近提供给公众的关于宣传可靠性替换核弹头计划的文档。其中有一张图片分项描述了可靠性体更换核弹头的可能优势，其中一项是级间结构的新设计将会替换原来的易碎的有毒材料以及需要唯一的工厂制造的昂贵的专用材料。易碎的有毒材料很可能是铍，因为它符合这个描述，而且也可以调节初级核弹的中子流量。当然，也有可能采用一些通过特别方式吸收并重新辐射X-射线的材料。而专门的材料名为FOGBANK，这其实是一个尚未解密的代号。它的成分目前仍是机密，但是有人认为它可能是一种气溶胶。生命延长计划要求这种物质在停产多年以后重新开始生产。Y-12工厂目前是唯一的提供者，这也是唯一的工厂所指。制造过程涉及一种名为氰化甲烷的物质，这种物质有一定毒性，是一种高挥发性的溶剂，对工人有害，仅仅在2006年三月就引起了三次疏散。

### 总结
对以上的解释简要总结如下：
1. 在初级阶段需要引爆一枚内爆型裂变弹。如果在初级核弹弹芯中加入少量的氘氚混合气体，在爆炸过程中这些气体将会被压缩的同时引发核聚变。聚变过程中释放的中子将会引发初级阶段中使用的钚-239或者铀-235更多的链式反应。使用聚变燃料可以提升裂变反应的效率，这种设计被称为聚变增强。如果没有这种设计，很大一部分可裂变物质在炸弹被炸开前还没有来得及反应，于是就白白浪费了。小男孩核弹中铀的使用效率仅有1.4%，而胖子核弹中的钚也只有14%，就是因为没有使用聚变增强裂变这个技术。
2. 初级阶段释放出的能量传递给次级阶段。这个过程准确的机制仍然是未知的。传递来得能量将聚变燃料和火花塞压缩，被压缩的火花塞达到了临界质量以后开始裂变的链式反应，反应放出的能量将聚变燃料加热到足够高的温度以后就会引发聚变，同时反应也为聚变燃料中的锂提供中子，以制造氚来进行聚变。一般来说，根据气体定律，在有限的空间内提升气体分子的动能会同时增加气体的温度和压强。
3. 次级核弹的聚变燃料还可以使用贫铀或者天然铀包裹起来。虽然铀-238不是能够维持链式反应的可裂变物质，但是它仍然可以在聚变释放出的高能中子的轰击下发生裂变，释放出大量能量。

实际生产的热核武器的设计可能会发生一些变动。比如，可能不使用聚变增强的初级核弹、使用不同种类的聚变燃料、可能在聚变燃料周围包裹一层铍（或其它中子反射物质）以避免发生进一步的裂变。

## 最后的秘密：如何压缩次级核弹
泰勒-乌拉姆设计方案的基本思想是每一级都会发生裂变或者聚变，或者二者同时发生，同时释放出的巨大能量中的大部分都会传输到下一级并触发下一级的爆炸。在公开资料中，能量到底是怎样从初级核弹中传递到次级核弹的仍然有一些争论，但是，基本上都是认为是通过初级核弹中裂变释放出的X射线传递的。X射线的能量被用于压缩次级核弹，在公开领域里，人们争论的主要是X-射线产生压力的细节问题。对于如何压缩次级核弹，曾经提出的有如下五个理论：
- 初级核弹释放出来的中子产生的压力。这是乌拉姆最初提出的想法，但是由于无法工作而被舍弃了。
- 初级核弹爆炸释放出来的冲击波。这是乌拉姆第二个想法，同样由于无法工作而被舍弃了。
- X射线施加的辐射压，在公开领域，这是在霍华德·莫兰在写给《进步》的文章中首先提出的想法。
- 辐射包装的填充物是一种聚苯乙烯（保麗龍）或者是被称为FOGBANK的材料，在受到X射线辐射的时候会产生等离子体物质。这是查克·汉森提出的第二个想法，随后是霍华德·莫兰也想到了。
- 反射层/推送层烧蚀。目前认为，这是泰勒乌拉姆设计方案的真正机制。

### 辐射压力
在密闭的容器中，大量的X射线光子可能会施加的很强的辐射压，这个压力可能可以用来压缩次级核弹。目前有两种热核炸弹的基本大小和主要特征都是已知的，它们是常春藤麥克试验装置与现代的W-80巡航导弹核弹头。针对这两种核弹设计，人们可以计算出它们的辐射压。常春藤麥克的辐射压是七千三百万个大气压（7.3太帕），而对W80，这个压强可以达到14亿个大气压（140太帕）。

### 泡沫等离子压力
泡沫塑料制造的等离子体也会产生压力，这个概念是查克·汉森在进步杂志案件中所介绍的概念。这个概念是基于对解密文件的研究，其中列出了一种泡沫塑料作为热核武器辐射盒中的衬垫物。引爆这种包含有泡沫塑料的过程可能是
1. 初级核弹弹芯周围的高爆炸药引爆后会将裂变物质压缩，从而使其超过临界质量，开始发生链式反应。
2. 初级核弹裂变辐射出X-射线，在经过辐射盒内部的反射后，射入聚苯乙烯泡沫塑料（保麗龍）。
3. 被辐射的泡沫塑料经过相变转变为一种灼热的等离子体，推动次级核弹的反射层，将它紧紧地压缩，同时使火花塞开始发生裂变反应。
4. 由于氘化锂燃料两边受到来自初级核弹和火花塞的压缩，它被高度压缩同时被加热到可以发生热核反应的温度。由于受到中子的轰击，每一个锂-6原子核会转变为一个氚核和一个α粒子。随后氘氚核聚变开始发生，释放出更多的中子和大量的能量。
5. 聚变反应中释放出大量的高能中子流可以使铀-238制成的反射层发生裂变，释放出大量的能量。这部分能量可能会达到总能量的一半。

这样就完成了裂变-聚变-裂变的过程。聚变和裂变不同，相对来说比较干净。它能释放出大量能量，但是不会产生有害的放射性产物或者大量的放射性尘埃。但是热核武器中仍然需要用到裂变反应，尤其是最后一步中，会释放出大量地裂变产物和放射性尘埃。如果取消最后一步的裂变反应而使用铅制成的反射层，爆炸力会几乎减半，但是产生的放射性尘埃却非常少。

泡沫等离子机制引爆顺序。
A. 引爆前的核弹头；初级核弹（裂变弹）在顶端，次级核弹（聚变燃料）在底端，他们都悬浮于聚苯乙烯泡沫塑料（保麗龍）中。
B. 初级核弹中的高爆炸药引爆，将钚弹芯压缩至超临界状态，引发裂变反应。
C. 初级核弹的裂变放出X射线，沿着封装内部发生散射，照射入泡沫塑料中。
D. 聚苯乙烯泡沫塑料转变为等离子体，压缩次级核弹和火花塞，钚制成的火花塞开始发生裂变。
E. 在被压缩和加热后，氘化锂-6燃料开始生产出氚，同时开始聚变反应。聚变反应产生的中子流使铀-238制成的反射层发生裂变。火球开始形成。

当前对于这种泡沫等离子体压力的机制仍有一些不同意见。通过对高能物理领域中无密材料的分析，通过等离子体所产生的压力可能仅仅是辐射核中光子压力的若干倍。而且目前所有已知的泡沫材料对γ射线和X射线的吸收能力很低，因此大多数能量都会被辐射盒壁和次级核弹周围的反射层吸收。通过对吸收这些能量产生的效果进行分析，产生了第三种机制：烧蚀。
然而，充满了重金属盐（如钍盐、铀盐）的气溶胶类型的材料对初级核弹产生的X射线的吸收率可能比较高，因此泡沫等离子压力可能是辐射内爆的次要机制。

### 反射层-推送层的烧蚀
围绕着次级核弹聚变燃料的反射层/推送层由重金属制成，这层材料在初级核弹释放的X射线作用下会被剧烈加热，结果表层被烧蚀掉，爆炸性的向外射出。由于表层射出速度极快，余下的反射层被以极高的速度反推向内挤压，从而对聚变燃料和火花塞进行压缩。这个原理被认为是对次级核弹压缩的主要机制。

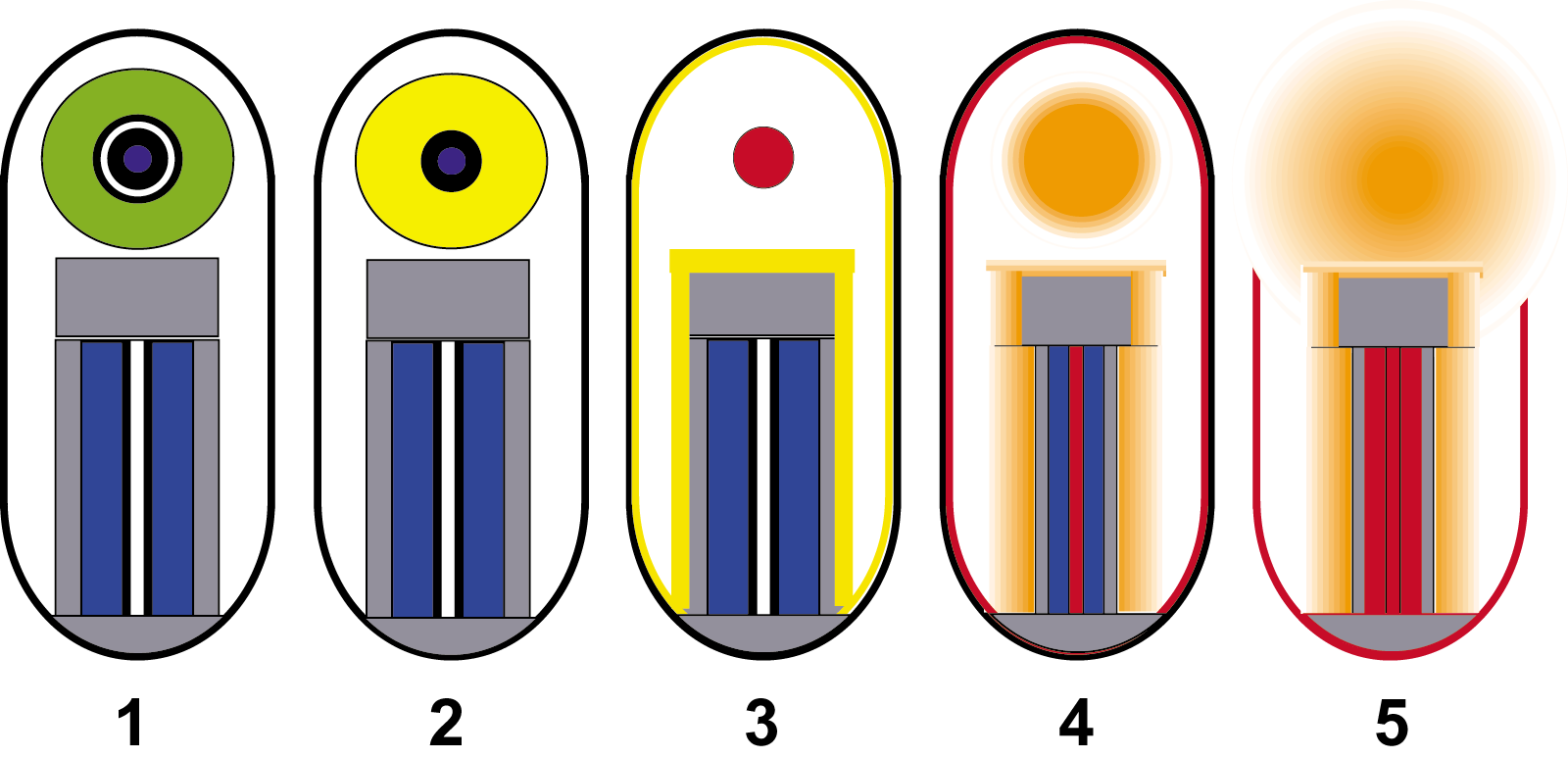
烧蚀机制引爆次序。
1. 引爆前的核弹头。顶部的圆球是裂变的初级核弹，下部的柱形体是聚变的次级核弹。
2. 初级核弹的高爆炸药已经爆炸，对初级核弹的钚弹芯进行了压缩
3. 初级核弹进行得裂变反应快要结束，现在的初级核弹温度已经达到几百万度，正在辐射出γ射线与X射线，对核弹的环空腔内部和外壳以及次级核弹的反射层进行加热，
4. 初级核弹的核反应结束，已经开始膨胀。现在次级核弹的推送层表面温度已经足够高导致表面烧蚀并飞出，并将剩下的次级核弹（包括推送层、聚变燃料和裂变火花塞）推向内部。火花塞在被压缩后达到临界质量，开始裂变。辐射盒也被烧蚀，并向外飞出，但为了使示意图更清楚，这部分没有绘出。
5. 次级核弹的燃料开始了聚变反应，很快就会燃烧完毕。一个火球开始形成了。

对基本的烧蚀作用进行粗略的计算相对来说比较简单：初级核弹爆炸产生的能量在辐射盒外部所有的表面均匀的分布，这部分会达到热平衡，然后分析热能量的作用。能量大部分会作用于大约推送层外层约一个X射线波长的深度，这部分的温度可以被计算出来，随后可以计算出表面物质膨胀而脱落的速度，最后根据基本的动量守恒可以计算出余下的反射层的内爆速度。
将上面的计算应用于常春藤麥克核弹可以计算出推送层表面气体膨胀的速度达到了290千米/秒，如果3/4的推送层被烧蚀，内爆速度可能达到了400千米/秒。对于W-80核弹，气体膨胀的速度达到了大约410千米每秒，而内爆速度可以达到570千米/秒。根据计算，常春藤麥克核弹中由于烧蚀金属引起的压力达到了53亿个大气压（530太帕），而在W-80核弹中，达到了640亿个大气压（6400太帕）。

### 内爆机制的比较
下表对已经提出的三种机制进行了相互比较：
| 内爆机制 | 压强（太帕） | 压强（太帕） |
| 内爆机制 | 常春藤麥克   | W80核弹      |
| -------- | ------------ | ------------ |
| 辐射压   | 7.3          | 140          |
| 等离子压 | 35           | 750          |
| 烧蚀压   | 530          | 6400         |

计算出来的烧蚀作用产生的压力比等离子压高出大约一个数量级，而比辐射压更是高出了两个数量级。没有任何人能够提出阻止能量被辐射盒与次级核弹反射层吸收的机制，很显然烧蚀是不可避免。由于烧蚀能够提供足够的压力，看起来不需要其它的机制了。
美国国防部官方解密的报告指出，泡沫塑料材料可能被用于辐射盒的衬垫物，除了它们可以导致比较低的直接等离子压，他们也可能用于延缓烧蚀作用，直至能量均匀分布，而且足够的部分能够到达次级核弹的反射层/推送层。

## 设计变种
目前已经提出一些可能的武器设计的变种
- 是否采用铀-238制作最后一级裂变的反射层。
- 在一些描述中，增加的内部结构可以用来保护次级核弹不受初级核弹释放的过量中子的影响。
- 封装内部可能会也可能不会被加工成能够反射X射线。X射线的反射与镜子反射光线不同，而是反射器的金属被X射线加热，使得金属自身发射X射线，随后被送往次级核弹。

下面将会谈到两个专门的变种：常春藤麥克核试验中的低温冷却的液化氘和卵形初级椭球形次级的W88核弹的公认设计。大多数核弹并没有明显地包含有第三级。美国曾被认为制作一种这样的型号的核弹，威力巨大的两千五百万吨当量的B41核弹，而苏联也被认为使用多级级数造出了五千万吨级的沙皇炸弹。目前除了关于苏联的Sloika设计，没有任何公开的关于其它实验成功的非泰勒-乌拉姆设计方案的氢弹的记载。
从根本上说，泰勒-乌拉姆设计方案依赖于至少两次内爆：第一次，次级核弹中传统的化学爆炸将会压缩裂变弹芯，使得裂变比化学爆炸强烈许多倍；第二次，初级核弹中产生的辐射被用于压缩并点燃次级核弹，引起聚变的爆炸，又是第一次核爆的许多倍。这种压缩的链可能会有任意多级，这种设计的威力可能被放大到任意倍，直到末日装置的水平。但是目前热核武器的当量不超过数十兆吨，而且一般也认为已经足够摧毁最大的实际目标了。

## 历史

### 美国的开发
1941年，后世称之为曼哈顿工程的计划刚刚开始的时候，费米就向他的同事爱德华·泰勒提出可以使用一枚小型裂变弹引爆热核炸弹，这是泰勒乌拉姆设计方案最原始的想法。泰勒在曼哈顿工程中的绝大部分时间都用在设想如何使这个设计能够工作，甚至在某种程度上忽略了曼哈顿工程中裂变弹计划指定给他完成的任务。由于泰勒本人非常难以和人相处，甚至经常为了争论而争论，奥本海默不得不将他和其他问题物理学家放到更高级的项目中去，以将他们边缘化，防止阻碍曼哈顿工程。

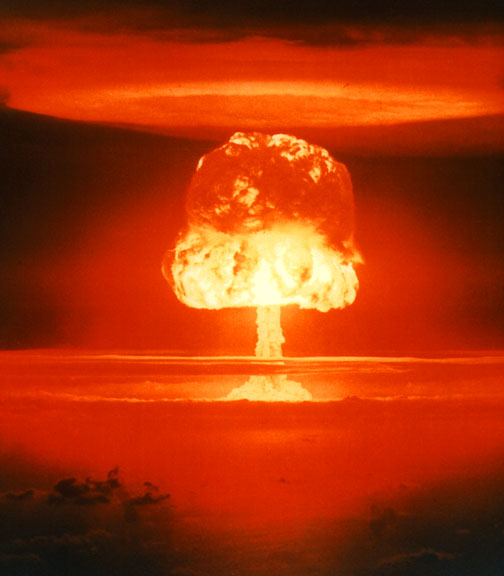
城堡行动中的热核试验罗密欧的照片。

斯坦尼斯拉夫·乌拉姆是泰勒的助手，他最早提出了有关聚变核弹的概念性的飞跃的思想。乌拉姆的两个创新使得聚变核弹成为可能，第一个创新是热核燃料需要在加热之前进行压缩，以更加靠近聚变所需的条件；第二个创新是分级引爆，就是将热核炸弹的聚变燃料放在初级裂变核弹之外，并采用某种方法使初级核弹来压缩次级核弹。泰勒意识到如果将次级核弹包括在环空腔（或称辐射盒）内，初级核弹爆炸产生的γ射线和X射线可以给次级核弹提供足够的能量，以成功的完成内爆和聚变燃烧。后来，泰勒和他的支持者与他的反对者对乌拉姆在这个机制中的理论中做出的贡献程度产生了争议。
1951年，温室行动中的乔治核试验第一次小规模的验证了这个基本概念，使得人们几乎确定这个理论是可行的。1952年11月1日，在埃内韦塔克环礁上进行的常春藤行动中，泰勒-乌拉姆设计方案第一次以全规模进行了测试，实验当量为1040万吨，超过第二次世界大战中投掷于长崎的原子弹威力450倍。这个被称为香肠的设备采用了一枚特别大的裂变弹作为扳机，使用液态氘作为聚变核燃料。这些液态氘需要使用重达18吨的低温设备将它保持在液态。实验设备总重量大约70吨，而液态氘使其无法成为可以部署的核武器。后来的更先进的核弹中采用了氘化锂作为聚变燃料。1954年，城堡行动中Bravo核试验第一次采用了这种核燃料，引爆的核弹代号为Shrimp，当量为1500万吨，是美国进行的规模最大的一次核试验。
美国后来将发展方向调整为将泰勒-乌拉姆设计方案的核弹小型化，这样可以更容易的使用洲际导弹和潜射弹道导弹进行发射。到1960年，当W47核弹可以在潜艇上使用的北极星导弹上列装时，百万吨级的核弹头的直径只有0.5米，重约320千克。后来在实际测试中，发现北极星核弹头工作不可靠，因此退役。进一步的小型化核弹头创新完成与二十世纪七十年代中期，这时可以将十余枚热核弹头放置于多弹头分导导弹的顶端（参见下面关于W88核弹一节）。

### 苏联的开发

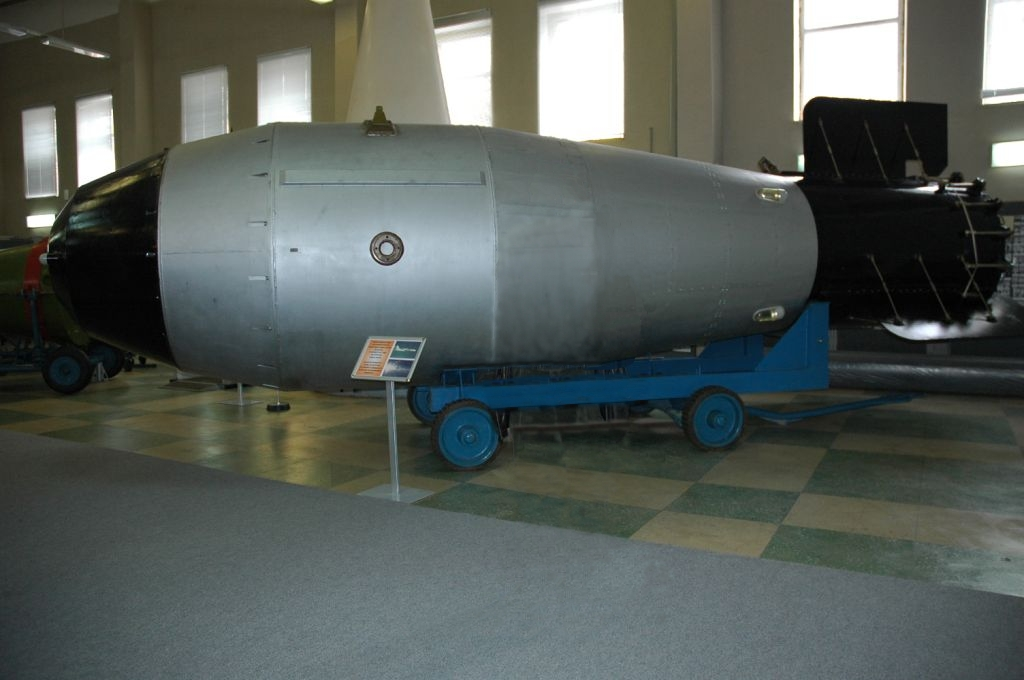
苏联五千万吨级核弹沙皇炸弹。这枚核弹于1961年爆炸，是历史上威力最大的武器。

苏联的第一个聚变核弹设计由安德烈·萨哈罗夫和维塔利·金茨堡在1949年完成，代号为Sloika。代号名字来源于俄罗斯的一种层状蛋糕。这枚核弹并未采用泰勒-乌拉姆设计方案，而是使用了分层的可裂变物质和作为聚变燃料的氘化锂。这个方案后来称为萨哈罗夫第一方案。尽管从技术角度来说爆炸过程中已经发生了核聚变，但是这种设计无法像分级核弹那样继续增加威力。围绕着裂变弹芯的聚变燃料层仅仅能将裂变能量放大若干倍，而现代的泰勒-乌拉姆设计可以放大到30倍。另外，聚变阶段需要通过传统炸药来与裂变核心一起内爆，因此需要非常多的化学炸药。1953年，采用了Sloika设计的核弹进行了核试验，试验代号为 Joe 4，实验当量达到了四十万吨，但是仅有15%-20%的能量来自于聚变。设计人员证明Sloika设计无法使核弹达到百万吨当量。
后来，美国于1952年的常春藤行动中证明了可以通过某种方案制造出数百万吨级的核弹，于是苏联开始寻找其他的核武器设计方案。萨哈罗夫第二方案是1948年金茨堡的一个提案，在核弹中可以被中子轰击的位置上使用氘化锂可以产生自由中子和氚。1953年，科学家Viktor Davidenko找到了第一个突破点，就是将初级和次级置于核弹中不同位置。下一个突破点于1954年春天，由萨哈罗夫和雅可夫·泽尔多维奇发现，也就是使用初级核弹引爆产生的X-射线来在次级核弹聚变发生前将其压缩（辐射内爆）。在苏联称为萨哈罗夫第三方案的这个设计于1955年11月在RDS-37核试验中进行了测试，当量达到了一百六十万吨。
1961年10月，苏联引爆了威力巨大的沙皇炸弹，向全世界展示了分级概念的力量。这枚核弹的威力达到了五千万吨，97%的能量都来自聚变。这枚核弹是历史上研制的威力最大的核弹，但是过于巨大，无法作为军用武器。这枚核弹由一架图-95轰炸机投掷于新地群岛。

### 英国的开发

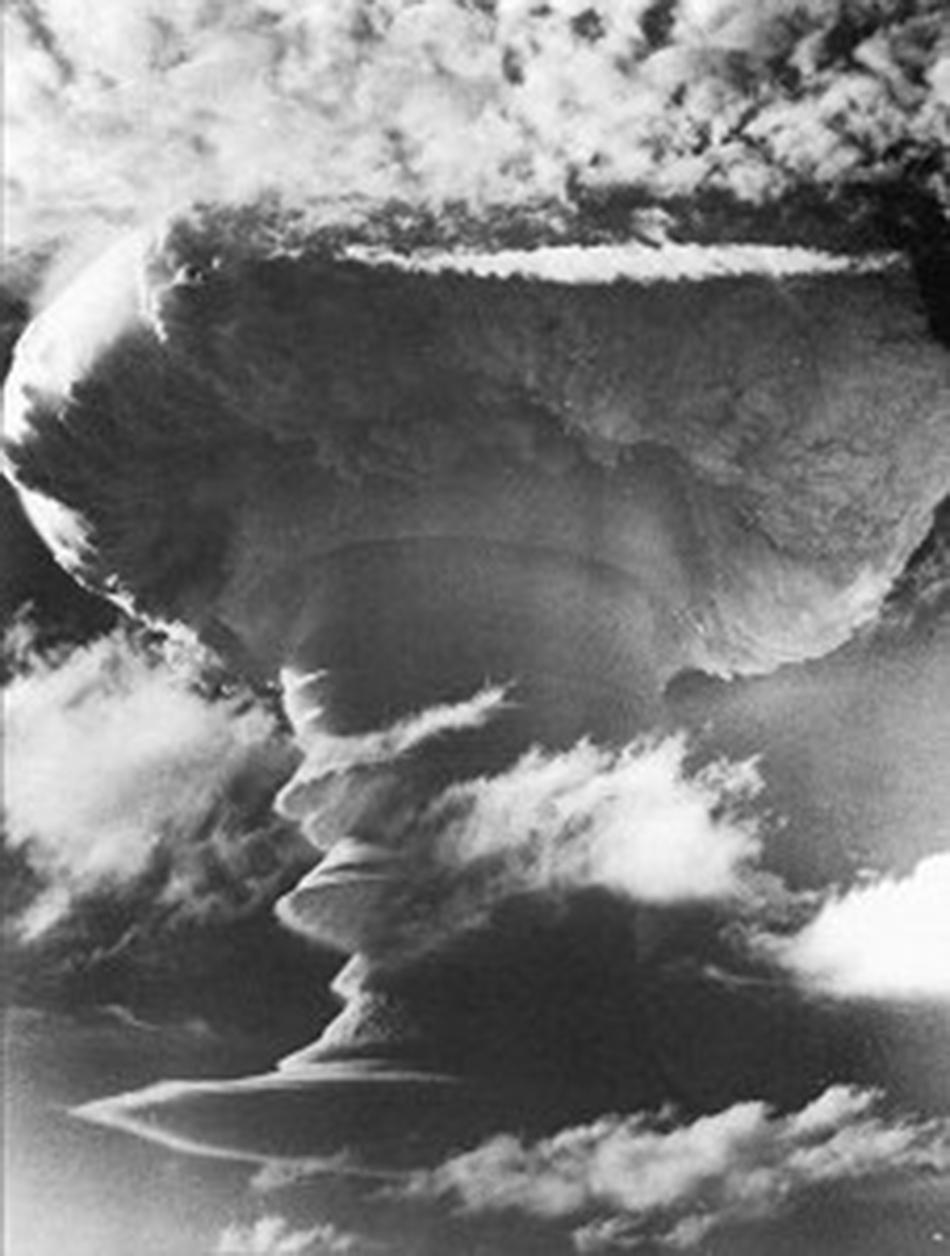
英国第一枚氢弹核试验在圣诞岛上举行，代号为格斗行动。

1954年，英国的原子武器研究院开始研制聚变弹。这个研究院位于阿尔德梅斯顿，由威廉·彭尼负责。英国当时只了解非常基本的制造热核聚变弹的知识，而且当时根据美国的1946年原子能法案，美国不能向英国传递任何核知识。 然而，美国允许英国参观城堡行动的核试验，并许可英国使用飞机采集蘑菇云中的样品，这样可以清楚的提示他们在次级核弹中使用了辐射内爆法进行压缩。
由于存在着许多困难，1955年，英国首相安东尼·艾登同意签署一项秘密计划，如果英国科学家迟迟无法研制成功聚变核弹，研究计划将改为制造威力极为巨大的裂变弹。1957年，格斗行动核试验开始进行。第一次测试，绿色花岗岩是聚变核弹的原型，但是与美国和苏联的聚变核弹相比，这枚核弹的当量非常小，只有大约30万吨。第二次测试橙色使者是一种改进的裂变弹，当量约70万吨，是历史上威力最大的裂变弹。当时几乎所有人，甚至投下核弹的飞行员都认为那是一枚聚变弹。这种核弹于1958年开始服役。第二种聚变核弹原型紫色花岗岩在第三次核试验中引爆，但是当量只有约15万吨。
第二组核实验计划于1957年9月开始。第一次实验是基于一种新的更简单的设计，是一个二阶段热核炸弹，但是初级核弹的威力更大。这次核试验使用的核弹X/Round C在11月8日引爆，当量约180万吨。1958年4月28日投下的一枚核弹当量约300万吨，这是英国威力最大的核试验。在1958年9月2日和9月11日进行的核试验中投下的核弹稍小，当量约100万吨。
美国观察员被邀请参观这写核试验。在它们成功的引爆了百万吨级的核弹以后，美国认为已经证明了他们已经真正理解了泰勒-乌拉姆设计方案的秘密，因此同意和他们交换一些核弹设计方案，于1958年签署了美国-英国相互防御协议。英国得到小一些的Mk28核弹以后，能够进行复制，因此没有继续自行研发新的核弹设计方案。

### 中国的开发
中国在1967年6月17日的第六次核试验中，在罗布泊引爆了自行研发的热核武器，为五大国中第四个成功试爆热核武器的国家。该核试验命名为1100工程，爆炸当量331万吨TNT当量。

### 法国的开发
法国为五大国中最后一个试爆热核炸弹的国家，1968年8月24日在方加陶法环礁引爆了第一颗热核炸弹，项目代号老人星计划，其当量约为260万吨，亦是法国最大当量核试验。

### 其它国家

#### 以色列
以色列宣称掌握了泰勒-乌拉姆设计方案的热核武器，但是并没有进行过任何核试验。

#### 印度
印度的第一次核试验发生于1974年5月18日。1998年5月11日，印度在代号为沙克蒂行动的核试验中引爆了一枚氢弹。核试验场负责人桑塔南博士称，热核爆炸的当量要低于预期，但是其他参与测试的印度科学家不同意他的看法。印度来源采用了自己观测的数据和并引用了美国地质调查局对全球125个观测点观测数据综合的报告，认为核弹当量应该是6万吨，与印度声称的5.6万吨的说法一致。然而，几个西方专家和独立专家认为核试验的当量要比它们声称的更小，同时认为即使印度真得引爆了一枚5万吨的核弹，核弹当量也太小，无法说明印度掌握了热核武器的设计。

#### 巴基斯坦
巴基斯坦原子能委员会宣布，巴基斯坦陆军工程兵团和卡胡塔研究实验室于1998年在查盖和哈兰地区进行了六次地下核试验，但是其中没有热核武器设计。

#### 朝鲜
朝鲜于2017年9月3日在咸镜北道吉州郡豐溪里核试验场所进行的一次核试验，当量为108.3±48.1kt，朝鲜官方在国营的朝鮮中央電視台发布“重大报道”，宣称试爆了一枚可装载于洲际弹道导弹弹头部的氢弹，并取得成功。

## 公开的信息

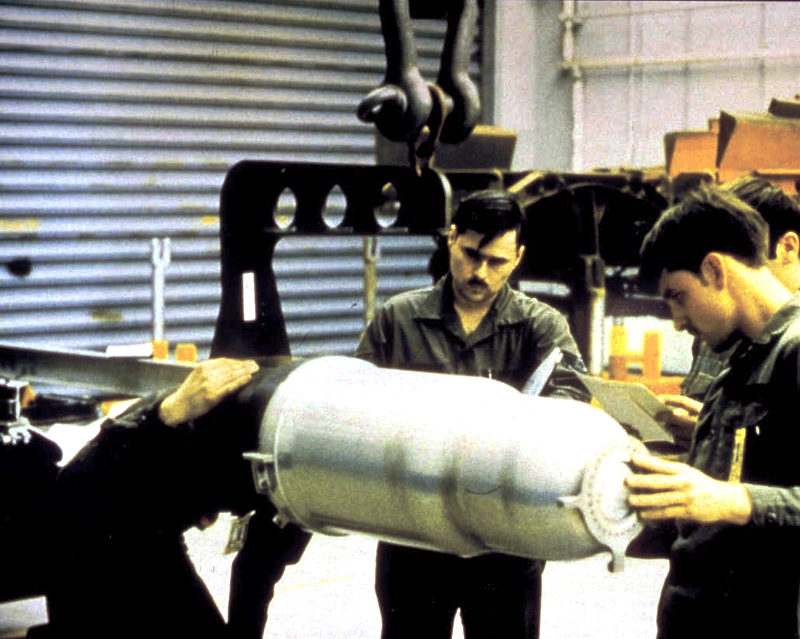
核弹头包装的照片可以使人估计出美国热核武器的初级核弹与次级核弹的相对大小、形状等等参数。图中所示为W80核弹。

泰勒-乌拉姆设计方案在许多年里都被认为是最高级别的核机密，即使在今天，公开出版物中也没有讨论任何设计的细节。美国能源部的政策始终是他们不承认有任何的泄密行为，因为这样将会意味着承认被认为是泄露的信息的准确性。除了核弹头包装的图片以外，大多数公众的关于该设计方案的信息都来源于能源部的一些扼要表述和一些个人探索者的工作。

### 能源部的叙述
1972年，美国政府解密了这样一个事实：“热核武器使用了一枚裂变核弹作为初级以触发次级核弹中热核燃料的热核反应”，在1979年加入：“在热核武器中，裂变爆炸产生的辐射可以被保存并用于传输能量来压缩并点燃包含有热核燃料的物理隔离的部件”。对后一句话，他们特别声明，“任何关于这句话的进一步解释都属于机密”。唯一的对火花塞的暗示出现于1991年他们所解密的事实：“次级核弹中使用了可裂变物质与可以发生裂变反应的物质，所使用的物质未知，位置未知，用途未知，使用该设计的武器不定”。1998年，能源部解密了如下事实：“通道中可能填充了一些物质。通道填充物不予进一步解释”，这可能是指聚苯乙烯泡沫塑料或相似的物质。
这些表述是否可以用于某些或这所有的武器类型仍有待解释，而美国政府官方释放的核武器技术细节被故意写得模棱两可（参见 史迈斯报告）。某些其他信息，如早期核武器使用的核燃料已经被解密，但是精确的技术细节仍未解密。

### 进步杂志案
当前公众关于泰勒-乌拉姆设计方案的绝大部分知识都来自于一篇1979年的杂志文章，美国能源部当时试图通过预检手段阻止反战活动家霍华德·莫兰发表这篇题为《氢弹的秘密》的文章。1978年，莫兰认为将氢弹最后隐藏的秘密公之于众将会使公众的注意力聚集到军备竞赛上来，同时让人民有足够的力量来质询官方对于核武器与核机密的陈述。大多数莫兰关于核武器工作原理的想法都来自公开的资源，激发他的灵感的图片来自于美国百科全书。莫兰也非正式的采访了许多以前工作于洛斯阿拉莫斯国家实验室的科学家（包括泰勒和乌拉姆，尽管他们没有提供任何有用的信息），同时也使用了不同的策略套问出氢弹的秘密（例如，即使他不知道火花塞指的是什么，也可以问这样的问题：他们还在使用火花塞吗？）。
莫兰最终认为，氢弹的秘密是初级核弹与次级核弹在核弹中放于不同的位置，而初级核弹爆炸产生的辐射压在次级核弹点火前将其压缩。将要发表在进步杂志的文章早期的草稿曾被送入美国能源部，落入一个于莫兰有不同观点的教授手里，美国能源部要求禁止发表这篇文章，同时施压要求一个暂时禁令。能源部认为莫兰的信息很可能来自机密文件，即使信息并不来自机密文件，根据1954年原子能法案天生机密条款，信息本身可以被认为是机密。而且，这个信息非常危险，可能引发核扩散。莫兰和他的律师们对所有这些观点都表示反对，但是禁令依然签发了，因为审理案件的法官认为签发一个暂时的禁令更为安全，同时允许莫兰等人进行上诉，这个案件被称为美国诉进步杂志案。
由于很多被能源部声明为机密信息的内容已经在数年前的学生用百科全书上出版，所以尽管莫兰等人仍面临着各种困境，能源部方面的力量日渐衰微。这时，另外一位反对氢弹的人查克·汉森将他对氢弹秘密的揣测观点在威斯康辛的一份报纸上出版，这个观点与莫兰明显不同。能源部最终允许杂志刊登这篇文章，这篇文章于1979年11月出版。莫兰当时已经改变了他对炸弹工作原理的看法。他认为，使用泡沫介质生成等离子体而产生的压力要比辐射压更大，可以更好的压缩次级核弹，而且次级核弹中应当有裂变物质制成的火花塞。他将这些改变一个月后作为勘误出版于进步杂志。
由于能源部试图审查莫兰的文章，而不是像平常一样不置可否，一律不官方承认机密信息是否泄露，人们认为莫兰的观点至少是部分正确的。然而，它仍然缺少足够的信息，甚至包含有错误的信息，因而无法使人完全接受。尤其是目前已经有一些国家已经始研制泰勒-乌拉姆设计方案的核弹，但莫兰的文章所表述的信息仍然不足以成功制造热核武器。不过莫兰1979年发表的想法是当前所有对泰勒-乌拉姆设计的核弹进行猜测的基础。

## 变种
有一些信息来源认为泰勒乌拉姆设计方案有一些不同的变种，这些信息来源声称他们有来自机密部门的信息。这些是否仅仅是不同版本的泰勒-乌拉姆设计方案，抑或认为他们和以上对这个方案的描述是矛盾的，仍然是有待进一步确认的问题。

### 《暗日》中描写的常春藤麥克装置
作家查德·罗兹在他1995年出版的《暗日：氢弹问世记》一书中详细描述了常春藤麥克核试验中使用的核弹，信息来自对装配这枚核弹的科学家和工程师的大量访问。根据罗兹的描述，尽管这枚核弹中使用了聚苯乙烯，他并不是用于产生等离子的来源。从初级核弹产生的辐射已经足够产生压缩次级核弹的强大力量了。但是这一点是仅仅适用于这一枚核弹，还是适用于泰勒-乌拉姆设计方案，仍然是未知的。而他的描述也带来了对泡沫塑料作用和辐射能量传输的准确机制的怀疑。

### W88核弹泄露资料

W88核弹头中, 初级核弹在顶部，而次级核弹在底部。初级核弹与次级核弹的位置互换了，使得次级核弹比和它类似的W87核弹头更大。

W87核弹头中，比较重的次级放在顶部，而比较轻的初级放在底部，这样，可以增加导弹再入大气层时的空气动力学稳定性。

1999年，一名来自《圣何塞水星报》的记者报道了美国的W88核弹，这枚核弹可以用于分导式多弹头洲际导弹三叉戟-II型潜射弹道导弹。它的初级核弹外形是一种椭球形（卵形，或者西瓜型），代号为Komodo，而代号为Cursa的次级核弹放在一个特制形状的辐射盒中（外形像花生）。四个月后，纽约时报发表了一篇文章称，1995年，一个来自中国的双面间谍提供消息说中国已经知道W88核弹的这些细节，据猜测信息来源是间谍活动。对间谍活动的调查最终导致了李文和的错案。如果这些故事都是真实的，那么就可以解释W88核弹大当量的原因了。W88核弹的当量达到了47.5万吨，而W87核弹只有30万吨。运载这两种核弹头的弹道导弹再入锥大小是一样的，长1.75米，最大直径55厘米。W88核弹的威力更大意味着作为当量主要来源的次级核弹更大。将比初级核弹更重的次级核弹放在锥形较宽的一边可以允许把它做得大一些，但是它也使得飞行器的重心移动，可能引起了再入大气层时的空气动力学稳定性问题。因此，弹道导弹必须在尖端增加配重，使其中心前移。这样，和W87核弹相比，W88核弹有更重的次级核弹和更大的弹道导弹配重。
为了使初级核弹能够放进再入锥的尖端，需要将它做得足够小。因此，需要将引爆它的不敏感高爆炸药替换为体积更小的敏感高爆炸药。这种炸药处理起来更危险。W88核弹是美国生产的最新的核弹头，它的大当量的代价就是重量和工作区的危险性。

### 引用
1. ↑  From National Public Radio Talk of the Nation, November 8, 2005, Siegfried Hecker of Los Alamos, "the hydrogen bomb – that is, a two-stage thermonuclear device, as we referred to it – is indeed the principal part of the US arsenal, as it is of the Russian arsenal."
2. 1 2  . 1 October 1997  [2006-03-13].
3. ↑  Hansen, Chuck. . Arlington, TX: Aerofax. 1988. ISBN 0-517-56740-7.
4. ↑  Hansen, Chuck. . Sunnyvale, CA: Chukelea Publications. 1995  [2011-01-16]. （原始内容存档于2016-12-30）.
5. ↑  .   [27 August 2010]. （原始内容存档于2010年7月12日）. A cleaned up version: . Federation of American Scientists.   [27 August 2010]. （原始内容存档于2019-03-27）.
6. ↑  "Improved Security, Safety & Manufacturability of the Reliable Replacement Warhead" 的存檔，存档日期2008-12-17., NNSA March 2007.
7. ↑  A 1976 drawing （页面存档备份，存于） which depicts an interstage that absorbs and re-radiates X-rays.  From Howard Morland, "The Article", （页面存档备份，存于） Cardozo Law Review, March 2005,  p 1374.
8. ↑  （页面存档备份，存于） [Fogbank] Speculation on Fogbank, Arms Control Wonk
9. 1 2  . Version 2.04. 1999-02-20  [2006-03-13].
10. ↑  . Version 2.04. 1999-02-20  [2006-03-13].
11. ↑  . 21 October 1997  [2006-03-13].
12. ↑   (JPG).   [2006-03-13].
13. ↑  Holloway, David. . New Haven, CT: Yale University Press. 1994: 299. ISBN 0-300-06056-4.
14. ↑  Times of Indiahttp://timesofindia.indiatimes.com/news/india/New-Article/articleshow/4941081.cms （页面存档备份，存于）
15. ↑  .   [2011-01-18]. （原始内容存档于2016-10-30）.
16. ↑  . Rediff.com.   [27 August 2010]. （原始内容存档于2010-06-12）.
17. ↑  Arms Control Today May 1998, pp. 7-13; Terry C. Wallace, "The May 1998 India and Pakistan Nuclear Tests"
18. ↑  . 聯合新聞網. 2017-10-31  [2017-09-03]. （原始内容存档于2017-09-04） （中文（繁體））.
19. ↑  emphasis in original
20. ↑  . United States Department of Energy. January 2001  [2011-01-18]. （原始内容存档于2011-06-28）.
21. 1 2  Morland, Howard. . New York: Random House. 1981. ISBN 0-394-51297-9.
22. ↑  Alexander De Volpi, Jerry Marsh, Ted Postol, and George Stanford. . New York: Pergamon Press. 1981. ISBN 0-08-025995-2.
23. ↑  Rhodes, Richard. . New York: Simon & Schuster. 1995. ISBN 0-684-80400-X.
24. ↑  Dan Stober and Ian Hoffman. . New York: Simon & Schuster. 2001. ISBN 0-7432-2378-0.
25. ↑  Christopher Cox, chairman. . 1999. （原始内容存档于2005-08-04）., esp. Ch. 2, "PRC Theft of U.S. Thermonuclear Warhead Design Information".
26. ↑  . 1 October 1997  [2006-03-13].
27. ↑  Morland, Howard. . February 2003  [2011-01-19]. （原始内容存档于2019-12-21）.